# Præsidentvalget i Tyskland 1959
Ved præsidentvalget i Tyskland 1959 valgte Forbundsforsamlingen den 1. juli 1959 en ny forbundspræsident. Heinrich Lübke, som indtil da havde været minister i Tysklands regering, blev efter to valgrunder valgt som ny præsident med 50,7 % af stemmerne. Lübcke blev valgt med stemmer fra en koalition bestående af CDU/CSU og FDP. SPD's modkandidat var Carlo Schmid. Antal stemmeberettigede repræsentanter i Forbundsforsamlingen var tilsammen 1038. Kravet til absolut flertal var dermed 520 stemmer.
| Valgrunde    | Kandidat             | Afgivne stemmer | %      | Parti |
| ------------ | -------------------- | --------------- | ------ | ----- |
| 1. valgrunde | Heinrich Lübke       | 517             | 49,8 % | CDU   |
| 1. valgrunde | Carlo Schmid         | 385             | 37,1 % | SPD   |
| 1. valgrunde | Max Becker           | 104             | 10,0 % | FDP   |
| 1. valgrunde | Gyldige stemmer      | 25              | 2,4 %  |       |
| 1. valgrunde | Ikke afgivne stemmer | 7               | 0,7 %  |       |
| 2. valgrunde | Heinrich Lübke       | 526             | 50,7 % | CDU   |
| 2. valgrunde | Carlo Schmid         | 386             | 37,2 % | SPD   |
| 2. valgrunde | Max Becker           | 99              | 9,5 %  | FDP   |
| 2. valgrunde | Gyldige stemmer      | 22              | 2,1 %  |       |
| 2. valgrunde | Ikke afgivne stemmer | 5               | 0,5 %  |       |